# Гигант (звезда)
Звезда гигант е звезда със значително по-голям радиус и светимост в сравнение със звезда от главната последователност със същата повърхностна температура. Гигантите са разположени над главната последователност в диаграмата на Херцшпрунг-Ръсел и съответстват на класове светимост II и III.
Звездите гиганти имат радиуси до няколкостотин пъти по-големи от слънчевия и светимости до хиляди пъти по-големи от тази на Слънцето. Звездите, които са по-светими от гигантите, биват свръхгиганти или хипергиганти.

## Образуване
Една звезда се превръща в гигант, след като всичкият наличен водород за термоядрен синтез в ядрото ѝ се изчерпи, в резултат на което тя напуска главната последователност. Поведението на звездата, след като тя напусне главната последователност, зависи главно от масата ѝ.

### Звезди със средна маса
За звезда с маса над 0,25 слънчеви маси (M☉), веднъж щом водородът в ядрото ѝ се изчерпи, тя се свива и се нагрява до такава степен, че водородът започва да образува обвивка около ядрото. Частта около тази обвивка се разширява и охлажда, но това е придружено само с малко увеличение на светимостта. Звездата се превръща в субгигант. Инертното хелиево ядро продължава да нараства и да се нагрява, набавяйки си материал от ядрото, но при звездите с маса до 10 – 12 M☉ то не се нагрява достатъчно, за да започне горене на хелия. Вместо това, след няколко милиона година ядрото им достига границата на Шонберг-Чандрасекар, претърпява бърз колапс и се превръща в компактна звезда. Това кара външните слоеве да се разширят още повече, като така се създава зона на силна конвекция, която избутва тежките елементи към повърхността. Тази силна конвекция също увеличава транспорта на енергия към повърхността, светимостта се увеличава драстично, а звездата се превръща в червен гигант. В този етап тя ще гори стабилно водород в продължение на значителна част от живота си (грубо 10% за слънцеподобна звезда). Ядрото продължава да трупа маса, да се свива и да се нагрява, докато във външните слоеве настъпва известна загуба на маса., § 5.9. Ако масата на звездата в главна последователност е около 0,4 M☉, то тя никога няма да достигне до температурата, нужна за синтезиране на хелия., p. 169. В такъв случай тя остава червен гигант, докато привърши водорода си и накрая се превърне в хелиево бяло джудже., § 4.1, 6.1.
При звездите с маса над 0,4 M☉ температурата на ядрото в крайна сметка достига 108 K и хелият започва да се синтезира до въглерод и кислород в ядрото чрез тройна хелиева реакция.,§ 5.9, ch. 6. Когато ядрото дегенерира, започва експлозивен хелиев термоядрен синтез, при което ядрото става конвективно. Енергията, създавана чрез термоядрен синтез на хелия, намалява налягането в околната водородна обвивка, което от своя страна нейната скорост на създаване на енергия. Цялостната светимост на звездата намалява, външната ѝ обвивка отново се свива и звездата се премества от клона на червените гиганти към хоризонталния клон., ch. 6.
Когато хелият в ядро се изразходи, звезда с маса до 8 M☉ вече има въглерод-кислородно ядро, което дегенерира и започва да гори хелий. Това започва процес на конвекция към външните слоеве, при което се наблюдава драстично увеличение в размера и светимостта на звездата. Така звездата навлиза в асимптотичния клон на гигантите. Тя се задържа в него в продължение на около милион години, ставайки все по-нестабилна, докато изразходи горивото си и се превърне във въглерод-кислородно бяло джудже., § 7.1 – 7.4.

### Звезди с голяма маса
Звездите от главна последователност с маса над 12 M☉ са вече доста светими и се придвижват хоризонтално по диаграмата на Херцшпрунг-Ръсел, за кратко ставайки сини гиганти, преди да се разширят още повече до сини свръхгиганти. Те започват горене на хелия в ядрото, преди ядрото да е дегенерирало. В този стадий, те имат сравнима светимост с тази на ярките звезди от асимптотичния клон на гигантите, макар да имат много по-голяма маса, но с течение на времето светимостта им нараства, докато изгарят все по-тежки елементи, а накрая избухват в свръхнова. Звездите с маса между 8 и 12 M☉ имат в известна степен средни свойства. Като цяло, те вървят по следите на по-леките звезди, но са достатъчно масивни, за да започнат горене на въглерода в ядрата си. Те образуват кислород-магнезий-неонови ядра, които могат да претърпят колапс, след който да избухнат в свръхнова или да останат кислород-неонови бели джуджета.
Звездите от клас O в главната последователност са с голяма светимост. Гигантската фаза за такива звезди е кратка и се характеризира с увеличение в размера и светимостта, преди звездата да достигне спектрален клас на свръхгигант. Гигантите от клас O могат да са стотици хиляди пъти по-светими от Слънцето, много по-ярки от много свръхгиганти.

### Звезди с малка маса
Звезда с първоначална маса по-малка от 0,25 M☉ не може да стане гигант. През по-голямата част от живота си, тези звезди са подложени на конвекция, която може да продължи да синтезира водород в продължение на повече от 10 трилиона години – много повече от текущата възраст на Вселената. Те постепенно стават все по-горещи и по-светими. Когато звездата изразходи водорода в ядрото си напълно, тя се превръща в хелиево бяло джудже.